# Agadir Challenger
L'Agadir Challenger è stato un torneo professionistico di tennis giocato su campi in terra rossa. Faceva parte dell'ATP Challenger Series. Si giocava annualmente a Agadir in Marocco. 
La coppia ceca formata da Josef Čihák e Cyril Suk detiene il record per titoli vinti nel doppio con 3 trofei conquistati consecutivamente dal 1988 al 1990.

## Albo d'oro

### Singolare
| Anno | Campione               | Finalista                | Punteggio     |
| ---- | ---------------------- | ------------------------ | ------------- |
| 1996 | Christian Ruud         | Oliver Gross             | 2–6, 6–3, 7–5 |
| 1995 | Oscar Martinez Dieguez | Bohdan Ulihrach          | 3–6, 6–3, 6–3 |
| 1994 | Younes El Aynaoui      | Franco Davín             | 6–3, 1–6, 6–3 |
| 1993 | Markus Naewie          | Martín Jaite             | 6–2, 7–5      |
| 1992 | Guillermo Pérez Roldán | Francisco Roig           | 6–2, 2–6, 6–4 |
| 1991 | Non disputato          | Non disputato            | Non disputato |
| 1990 | Thomas Muster          | Guillermo Pérez Roldán   | 6–2, 7–5      |
| 1989 | Goran Prpić            | Mark Koevermans          | 6–3, 6–3      |
| 1988 | Jordi Arrese           | Franco Davín             | 1–6, 6–3, 7–6 |
| 1987 | Lawson Duncan          | Jim Pugh                 | 6–4, 6–2      |
| 1986 | Fernando Luna          | Jesús Colás              | 6–1, 7–5      |
| 1985 | Gabriel Urpi           | David de Miguel Lapiedra | 2–6, 6–4, 6–0 |
| 1984 | Alberto Tous           | Bernard Boileau          | 6–1, 6–0      |

### Doppio
| Anno | Campioni                               | Finalisti                            | Punteggio     |
| ---- | -------------------------------------- | ------------------------------------ | ------------- |
| 1996 | Jared Palmer Christo van Rensburg      | Patrik Fredriksson Magnus Norman     | 3–6, 6–3, 6–2 |
| 1995 | Jordi Burillo Francisco Roig           | Jordi Arrese José Antonio Conde      | 6–3, 1–6, 7–6 |
| 1994 | Sláva Doseděl Mark Koevermans          | Bernd Karbacher Tomas Nydahl         | 6–7, 6–3, 7–6 |
| 1993 | Menno Oosting Goran Prpić              | Ģirts Dzelde Piet Norval             | 3–6, 6–3, 6–3 |
| 1992 | Mike Briggs Trevor Kronemann           | Per Henricsson Ola Jonsson           | 6–1, 6–1      |
| 1991 | Non disputato                          | Non disputato                        | Non disputato |
| 1990 | Josef Čihák (3) Cyril Suk (3)          | Omar Camporese Diego Nargiso         | W/O           |
| 1989 | Josef Čihák (2) Cyril Suk (2)          | Brett Dickinson Jörgen Windahl       | 6–3, 6–3      |
| 1988 | Josef Čihák (1) Cyril Suk (1)          | José López Maeso Alberto Tous        | 6–2, 6–2      |
| 1987 | Jim Pugh Magnus Tideman                | Tore Meinecke Carl-Uwe Steeb         | 2–6, 7–5, 6–2 |
| 1986 | Jordi Arrese Jorge Bardou              | Jesús Colás David de Miguel Lapiedra | 2–6, 6–4, 7–5 |
| 1985 | Paolo Canè Claudio Mezzadri            | Alessandro De Minicis Olli Rahnasto  | 6–4, 6–4      |
| 1984 | Charles Buzz Strode Morris Skip Strode | Juan Avendaño Emilio Sánchez         | 6–3, 6–4      |